# Abagrotis ornatus
Abagrotis ornatus är en fjärilsart som beskrevs av Smith 1903. Abagrotis ornatus ingår i släktet Abagrotis och familjen nattflyn. Inga underarter finns listade i Catalogue of Life.